# Колодин, Денис Алексеевич
Дени́с Алексе́евич Коло́дин (11 января 1982, Камышин, Волгоградская область, РСФСР) — российский футболист, защитник. Игрок сборной России, бронзовый призёр чемпионата Европы (2008). Тренер.
Профессиональную карьеру начал в волгоградской «Олимпии», затем играл в «Уралане». В 2004 году перешёл в самарские «Крылья Советов», откуда впервые был вызван в сборную России. В июне 2005 года был продан в московское «Динамо» и до 2010 года был игроком основы. Сезон 2011/12 провёл в аренде в «Ростове». 6 июля 2013 года на правах свободного агента перешёл в нижегородскую «Волгу».
Выступал за молодёжную и олимпийскую сборные России, с 2004 года до получения тяжёлой травмы в 2010 году регулярно вызывался в основную сборную. Сыграл 4 матча на удачном для россиян чемпионате Европы 2008 года, всего на счету защитника 23 матча за национальную команду.

## Юность
Родился в 1982 году в Камышине. Денис был первым ребёнком в семье, у него есть младший брат Андрей. Жил в общежитии с матерью и отчимом. Мать, родом из Белоруссии, работала продавщицей, родного отца он никогда не знал и в детстве считал таковым именно отчима. Денис любил плавать и ловить рыбу, а на волне успехов местного «Текстильщика», как и большинство своих ровесников, увлёкся футболом. В секцию попал, когда учился в первом классе школы — его и нескольких одноклассников пригласил тренер СДЮШОР-2 Владимир Зорков. Детская команда, в которой выступал Колодин, за 3 года выиграла 5 турниров.
В 1994 году Колодин и два его одноклубника были замечены представителями волгоградской «Олимпии», которой требовалось усиление для игры в Детской футбольной лиге. Будущий футболист не хотел уезжать в незнакомый город и жить в интернате, но тренер «Олимпии» Леонид Слуцкий уговорил Дениса переехать. Изначально Колодин играл на позиции нападающего, причём на юниорском уровне нередко становился лучшим бомбардиром. Сменить позицию его вынудили проблемы с правым коленом — перенеся операцию и длительное время не тренировавшись, Колодин и профессионально, и физически отстал в развитии от своих сверстников, после чего вернуться в нападение не смог. Слуцкий определил игрока в полузащиту, а позже отвёл ему место в центре обороны.
В 1996 году «Олимпия» одержала победу в ДФЛ и почти в том же составе начала играть в любительском чемпионате страны. На любительском уровне «Олимпия» также долго не задержалась — уже на второй год волгоградцы получили право выступать во втором дивизионе ПФЛ.

## Клубная карьера

### «Олимпия»
В 2000 году начался профессиональный этап в карьере Колодина. Два следующих сезона, которые он провёл в «Олимпии», волгоградцы выступали в зоне «Поволжье» второй Лиги ПФЛ.
Колодин был крепким игроком основы — 32 матча в сезоне 2000 и 34 в сезоне 2001 года. Колодин играл на позиции стоппера и имел внушительные для игрока этого амплуа показатели результативности — за два года он забил 14 мячей. «Олимпия» той поры была перспективной молодой командой. Вместе с Колодиным в ней начинали карьеру Роман Адамов и Андрей Бочков. Во втором дивизионе «Олимпия» показывала неплохую игру: в дебютном сезоне волгоградцы стали 10-ми, а в 2001 году уже попали в тройку лучших. В том же году Колодин мог оказаться в венской «Аустрии» — за ним и его одноклубниками Ждановым и Рябых наблюдал скаут австрийского клуба, но в итоге все трое остались в Волгограде.

### «Уралан»
В 2002 году из команды ушёл Слуцкий, отправившись тренировать дубль элистинского «Уралана». Калмыцкий клуб играл в премьер-лиге. Вскоре Слуцкий пригласил Колодина на просмотр на сборе клуба в Турции. Тренеру Сергею Павлову молодой игрок подошёл, и 8 февраля было объявлено о переходе Колодина в «Уралан». Как потом заявил Денис, возможно ему помог случай — Павлов тоже уроженец Камышина и, может быть, захотел помочь своему земляку. Дебютной игрой Колодина в составе «Уралана» стал товарищеский матч команды с венгерским «Ференцварошем», завершившийся вничью 0:0. В этой игре он заменил в составе Игоря Чугайнова, уехавшего на сбор сборной России.
Несмотря на то, что на Колодина рассчитывали как на игрока дубля, он сумел закрепиться в клубе и проявил себя ярче, чем другие новички элистинцев. После 6 матчей за вторую команду «Уралана» 13 апреля провёл первый официальный матч за новый клуб против «Анжи». Сезон 2002 «Уралан» закончил на 13-м месте и избежал понижения в классе, а Колодин провёл 22 матча, в которых забил один мяч в ворота «Зенита». После чемпионата футболист получил несколько предложений от именитых клубов, включая ЦСКА. Переходу помешало безответственное, по мнению Колодина, отношение руководителей ЦСКА, хотя защитник уже прилетел в Москву для переговоров. Московский «Спартак» хотел обменять на Колодина полузащитника Василия Баранова, однако и эта сделка сорвалась.
В итоге Колодин остался в Элисте. Следующий сезон стал для элистинского клуба менее удачным — из Премьер-лиги «Уралан» вылетел. Колодин, вновь сыгравший в 22-х матчах, был одним из немногих игроков команды, которые произвели положительное впечатление, хотя по словам самого игрока сезон он провёл нестабильно. Это также отметил главный тренер элистинцев Игорь Шалимов, заявивший, что в том сезоне Колодину мешала «болезнь возраста». К тому же в том чемпионате Колодин впервые в карьере получил длительную дисквалификацию — на 5 матчей. В матче с «Зенитом» футболисту показалось, что «судья помогает им, а нас топит». В той игре Колодин получил две жёлтые карточки, обе за споры с судьёй, а позже контрольно-дисциплинарный комитет расценил его действия как «попытку физического воздействия на арбитра».

### «Крылья Советов»

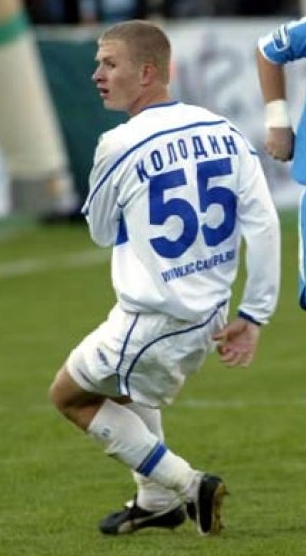
Колодин в составе «Крыльев» (11 сентября 2004)

После вылета «Уралана» шансов на то, что Денис останется в команде, было мало. Слуцкий советовал игроку ещё год не подписывать контракты с серьёзными клубами, но, несмотря на это, играть в Первом дивизионе Колодину не пришлось — сезон 2004 он начал в составе «Крыльев Советов». Сумма трансфера составила 1,35 млн евро. Президент «Крыльев» Герман Ткаченко заявил, что Колодин «один из самых перспективных российских футболистов, сильный, цепкий защитник, который может также сыграть на позиции опорного хавбека», отметив при этом, что борьбу за игрока вели несколько видных российских и украинских клубов, среди которых — киевское «Динамо», «Шахтёр» и «Зенит». В покупке Дениса был заинтересован наставник питерцев Властимил Петржела, назвавший его «умным, мощным, молодым парнем», но «Зенит» и «Уралан» не сошлись в цене.
Дебютный матч Колодина за «Крылья» состоялся 21 марта, после чего он прочно занял место в основном составе самарцев. В первом сезоне на его счету 25 сыгранных матчей. Именно здесь Денис окончательно переквалифицировался в центрального защитника. «Крылья» же в том сезоне сотворили сенсацию, завоевав бронзу чемпионата и получив право играть в Кубке УЕФА, причём в ключевом матче с подмосковным «Сатурном» именно Колодин сравнял счёт, забив свой единственный мяч в том чемпионате. Также «Крылья» вышли в финал Кубка России, но уступили «Тереку». Игра Колодина не осталась незамеченной — Георгий Ярцев вызвал игрока в сборную России, и 18 августа он дебютировал за национальную команду в матче с Литвой (4:3).
По ходу сезона 2005 года стало понятно, что повторить прошлогодний успех «Крыльям» не получится — в клубе разразился финансовый кризис. Из Кубка УЕФА команда выбыла в первом раунде, уступив голландскому АЗ, но сумев навязать борьбу — голландцы прошли дальше только за счёт голов, забитых на выезде (Колодин в еврокубковых матчах не участвовал). Финансовая ситуация в клубе ухудшалась, и стало ясно, что «Крыльям» придётся расстаться с некоторыми игроками. В мае, по окончании первого круга чемпионата, Колодин перешёл в богатеющее «Динамо», сумма трансфера составила 1,8 млн евро. О времени, проведённом в Самаре, Колодин вспоминает тепло — вопреки воле динамовских руководителей, Денис настоял на том, чтобы ему разрешили провести прощальный матч с «Амкаром», и в интервью заявил, что если бы не финансовые проблемы, то клуб бы он не покинул.

### «Динамо»
Вторую половину сезона Колодин доигрывал в «Динамо». 2 июня дебютировал за новый клуб в матче против ЦСКА (0:2), а в ноябре открыл счёт голам за «Динамо», забив в ворота всё того же ЦСКА. Первый сезон выдался для защитника не слишком простым, хотя он проводил на поле достаточно времени, тренер «Динамо» Иво Вортман иногда не ставил игрока в состав. Другим негативным моментом стала стычка Колодина с Манише и Жорже Рибейру, едва не переросшая в драку, за которую Вортман применил к защитнику дисциплинарные санкции. В августе ходили слухи о возможном переходе Колодина в «Москву», но развития переговоры не получили. Колодин был одним из немногих россиян, имевших игровую практику в «Динамо» эпохи Федорычева. Всего в том сезоне сыграл 27 матчей (14 за «Крылья», 13 за «Динамо»). Чемпионат динамовцы закончили на 8-м месте.
2006 год «Динамо» закончило чемпионат на 14-м месте, в шаге от вылета из премьер-лиги. На счету Колодина в том сезоне 27 матчей и один гол. Общая неудача команды не помешала признанию игры лично Дениса — Исполком РФС включил игрока в список 33 лучших футболистов чемпионата России. Колодин, вместе с Игнашевичем, стал лучшим центральным защитником.

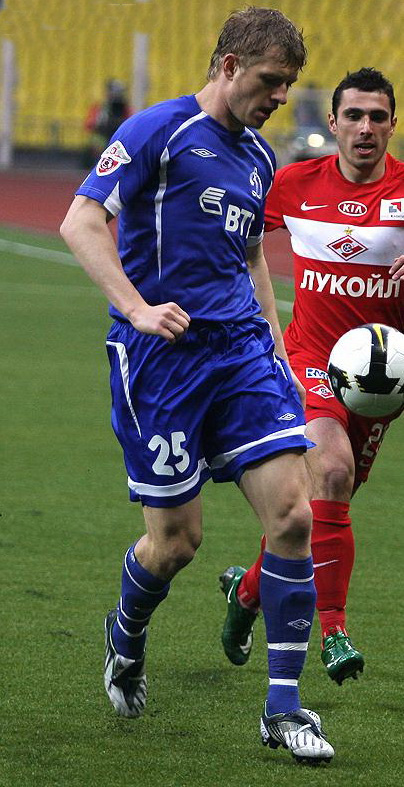
Колодин в составе «Динамо»

В сезоне 2007 «Динамо» сумело наладить игру. Сезон выдался удачным и для Колодина, который открыл себя с новой стороны — как бомбардир. Он забил 9 мячей, что стало его личным рекордом по результативности в одном сезоне. После первого круга Колодин, защитник, лидировал в споре бомбардиров, а по окончании чемпионата остался лучшим среди игроков «Динамо». Ни одного из голов Денис не забил с игры: 7 мячей — реализация пенальти, ещё 2 были забиты со штрафных. В итоге «Динамо» заняло 6-е место, Колодин, сыгравший в 27 матчах, вновь был включён в список 33 лучших футболистов чемпионата России, но уже под номером 2, лучшим на позиции Дениса по мнению РФС стал Сергей Игнашевич.
В 2008 году «Динамо» продолжило прогрессировать — итогом стало 3-е место и возможность принять участие в Лиге чемпионов. Это была вторая бронзовая медаль чемпионата России для Колодина. Также в этом сезоне прошёл чемпионат Европы, оказавшийся удачным для сборной России, которая вышла в полуфинал. Колодин сыграл важную роль в успехе команды — он был основным центральным защитником сборной и провёл 4 матча. После Евро трансферная цена на Дениса, по мнению авторитетного немецкого ресурса Transfermarkt выросла почти на 1 млн евро, причём остальные центральные защитники сборной России в цене упали. В целом удачный для Колодина сезон был испорчен первой в профессиональной карьере серьёзной травмой — 27 сентября, в матче 23-го тура чемпионата России с «Крыльями Советов», защитник самарцев О Бом Сок нанёс Денису серьёзную травму голеностопа. Россиянину потребовалась операция и длительное восстановление. Травма была столь серьёзной, что Денис думал и о завершении карьеры. Однако неудачи в концовке сезона не повлияли на общую оценку игры Колодина — он в 3-й раз подряд был включён в список 33 лучших футболистов чемпионата России и вернул себе первое место на своей позиции. Итоговые показатели сезона — 22 матча и один забитый мяч в ворота ЦСКА.
Колодин успел восстановиться к началу сезона 2009 и смог впервые в своей карьере сыграть в еврокубке — 29 июля в 3-м отборочном раунде Лиги чемпионов против шотландского «Селтика». Эта игра стала дебютной для Дениса ещё в одном плане — он в отсутствие Хохлова вывел команду на матч в роли капитана. Однако в еврокубках «Динамо» выглядело слабо: в Лиге чемпионов по сумме 2-х матчей москвичи проиграли «Селтику» (1:2), а в Лиге Европы — софийскому ЦСКА (1:2). В чемпионате «Динамо» также выглядело хуже, чем в прошлом сезоне — лишь 8-е место. Этот сезон, как и прошлый, был омрачён для Дениса травмой. Повреждение задних мышц бедра, полученное в игре 20-го тура с «Крыльями», вынудило защитника пропустить 6 матчей чемпионата и значительную часть квалификации к чемпионату мира 2010, включая решающие игры со сборной Словении. Всего в премьер-лиге Колодин сыграл 23 матча, в которых забил 2 мяча. Сезон 2009 для своего клуба Денис охарактеризовал как «неудачный».
3 марта 2010 года в товарищеском матче сборных России и Венгрии Колодин вновь получил травму бедра, из-за которой пропустил начало чемпионата и восстановился только к 5-му туру. В мае появились слухи о возможном переходе Дениса в «Зенит» в ходе летней трансферной кампании. Потенциальная сумма трансфера — 15 млн евро. Колодин должен был занять место Ивицы Крижанаца, в случае его перехода в другой клуб. Тренер питерцев Лучано Спаллетти спокойно отреагировал на слухи о переходе, однако раскритиковал журналистов, заявивших, что «Зенит» намерен избавиться от Крижанаца: «Понимаю, что газеты ищут информацию, и это нормально. Но неправильно, когда пишут, что при определённом трансфере игрок, который провёл в основном составе почти все матчи чемпионата, должен уйти. Тот человек, который написал эту статью, сделал этот манёвр с целью навредить нашему клубу». Колодин также прокомментировал ситуацию с возможным переходом, заявив, что привык к своему нынешнему клубу: «Я так глубоко пустил корни в „Динамо“, что меня, даже если захотят, не смогут отсюда вырвать», а также отметил, что называемая сумма трансфера в 15 млн евро, по его мнению, слишком велика. По итогам летней дозаявочной кампании Денис не покинул клуб и продолжил выступления за «Динамо». В сентябре он получил очередную серьёзную травму, повредив связки голеностопа в матче против «Сатурна» и выбыв предположительно на 3 недели. Сразу после восстановления защитник вновь повредил голеностоп, травма, изначально показавшаяся несерьёзной, надолго вывела Колодина из строя — лишь в конце января 2011 года он вернулся к тренировкам в общей группе. Проведя несколько матчей Денис вновь получил травму, а после осел в глубоком запасе, проиграв конкуренцию Владимиру Гранату.
В августе 2011 года появилась информация о том, что «Динамо» готово расстаться с Колодным. Главный тренер команды Сергей Силкин на вопрос о защитнике ответил: «Всё в его руках. Мы с Денисом много разговаривали — он игрок сборной, он игрок основного состава. И мне даже неловко держать его в запасе, выпуская только на замену. Поэтому, если он хочет играть, то должен предпринять все силы, чтобы вернуть свою былую форму». Денис не покинул клуб в летнее трансферное окно (исполнительный директор позже отметил, что ни один из клубов не проявил к игроку интереса) и провёл остаток года практически без игровой практики, изредка выходя на замену и играя в молодёжной команде. Силкин ясно дал понять, что Колодин начнёт новый сезон в другом клубе.

### «Ростов» и «Волга»
В январе 2012 года было объявлено об аренде Колодина в «Ростов». У дончан было первоочередное право продления аренды защитника. Главный тренер команды Сергей Балахнин заявил, что Денис пришёл в «Ростов» в посредственной форме, но отметил хорошие перспективы игрока. Колодин сыграл 8 матчей во втором этапе сезона 2011—12 и оба переходных матча с «Шинником». В ростовском клубе, по признанию самого футболиста, он получил необходимую игровую практику для полноценного возвращения в профессиональный футбол.
После завершения чемпионата Колодин вернулся в «Динамо». Главный тренер команды Дан Петреску пообещал помочь защитнику в восстановлении: «Он пропустил целый год из-за травмы, а в таких случаях тебе нужен ещё один год, чтобы вернуться на былой уровень. Постараюсь сделать все возможное, чтобы мы увидели прежнего Колодина». Несмотря на это, Денис провёл сезон на скамейке московского клуба. В 2012 году он лишь один раз вышел на поле, что не помешало руководству «Динамо» предложить игроку новый краткосрочный контракт. Во второй половине сезона он сыграл ещё лишь в одной встрече, после чего стало понятно — контракт с Колодиным продлён не будет и он покинет клуб.
6 июля 2013 года Колодин на правах свободного агента подписал контракт с нижегородской «Волгой».. Футболист признал, что его переход не заслуживает того внимания, которого он мог бы привлечь 5 лет назад: «Сейчас это просто новость об игроке, пришедшем ниоткуда, практически заканчивая карьеру». Колодин, правда отметил, что пока не планирует уходить из большого футбола. 14 июля дебютировал за «Волгу» в матче первого тура нового чемпионата против своего бывшего клуба «Динамо» и на 2-й минуте отметился голевой передачей на Александра Шуленина. Матч закончился со счётом 2:2. Защитник и далее играл в основе «Волги», проведя 21 матч, ещё в четырёх ему не удалось принять участие из-за дисквалификации. Несмотря на регулярную игру в стартовом составе, зимой нижегородцы были готовы расстаться с игроком. Испытывающая финансовые трудности команда заняла лишь 15-е место и не сумела спастись от вылета в ФНЛ, после чего в ноябре 2014 года Колодин покинул нижегородский клуб. Игрок решил не завершать игровую карьеру и зимой 2015 года отправился на сбор с саратовским «Соколом».

### «Сокол»
14 февраля 2015 года официальный сайт «Сокола» объявил о подписании контракта с Колодиным до конца сезона.

### «Алтай»
В январе 2016 года перешёл во вновь образованный казахстанский клуб «Алтай» Семей первой лиги. Колодин отыграл 23 матча, забил один гол в свои ворота, но команда сходу сумела выйти в премьер-лигу. По организационным и финансовым причинам клуб не получил лицензию и был отправлен обратно в первую лигу, а потом во вторую. Колодин остался без работы и в октябре 2017 года официально завершил карьеру.

## Карьера в сборной
Сумев заиграть в «Уралане», Колодин обратил на себя внимание тренеров сборной России. 21 августа 2002 года дебютировал в составе молодёжной команды в матче со Швецией (3:1). Игра молодого защитника устроила тренера «молодёжки» Андрея Чернышова, и Колодин принял участие в отборочной кампании к молодёжному чемпионату Европы 2004. Российская команда, удачно начав отборочную кампанию, осеннюю часть квалификации провалила и на турнир попасть не смогла. Всего же в составе олимпийской и молодёжной сборных Колодин сыграл 12 раз. Несмотря на это, специалисты обратили внимание на игрока и называли Дениса возможной заменой Виктору Онопко.
Колодин — это страшная потеря… Возможно, Денис — не очень эффектный игрок, если не брать в расчёт его пушечных дальних ударов, но он проделал отличную работу в последних матчах за сборную. Нам будет его не хватать.
После неожиданно успешной игры «Крыльев» в чемпионате Колодин был вызван в основную сборную на матч с Литвой. Состоявшаяся 18 августа 2004 года игра и стала для него дебютной, матч завершился со счётом 4:3, причём по мнению экспертов он был одним из лучших в составе россиян. Несколько лет Колодин не мог конкурировать с Игнашевичем и братьями Березуцкими за место в основе. После прихода Гуса Хиддинка роль Колодина в сборной возросла, однако защитники ЦСКА всё же считались основными. Проявить себя в сборной Колодину удалось после травмы Игнашевича — он удачно провёл матч отборочного турнира к Евро-2008 с Македонией и после этого стал появляться в составе чаще. В завершающем матче квалификационного раунда с Андоррой, который имел очень большое значение, Колодин стал одним из антигероев матча, не реализовав пенальти, что, однако, не помешало россиянам одержать трудную победу (1:0) и попасть на Евро.
На чемпионате Европы 2008, который принёс российской команде «бронзу», именно Колодин и Игнашевич являлись основными центральными защитниками сборной. Первый матч с испанцами Денис провалил, две его ошибки привели к пропущенным мячам, однако Хиддинк не убирал его из состава, и Колодин вышел в основе и на два оставшихся матча группового этапа — с Грецией (1:0) и Швецией (2:0). Играл Колодин и в четвертьфинальном матче с голландцами, в котором был очень заметен и несколько раз бил по воротам ван дер Сара с дальней дистанции. На второй добавленной ко второму тайму минуте россиянин, уже имевший на тот момент жёлтую карточку, получил второе предупреждение от судьи Любоша Михела и был удалён с поля, но футболистам сборной России удалось доказать, что нарушение Колодина было уже после ухода мяча за пределы поля, и в итоге судья 2-ю карточку отменил. Полуфинальный матч с испанцами Денис пропускал из-за перебора жёлтых карточек.
Хиддинк рассчитывал на Колодина и в отборочных матчах к чемпионату мира в ЮАР, но из-за нескольких серьёзных травм, полученных им в 2008 и 2009 годах он пропустил значительную часть квалификации и сыграл только в двух матчах из 12 — с Уэльсом и Финляндией, в обоих матчах россияне праздновали успех. Также после восстановления Колодин сыграл в товарищеских матчах с Аргентиной (2:3), Венгрией (1:1) и Болгарией (1:0), причём в игре с венграми вновь получил травму.
Колодин вызывался на первые два матча отборочного турнира к Евро-2012 с Андоррой и Словакией, но ни в одном из них не сыграл из-за травм. По той же причине он не был вызван и на два следующих матча сборной против Ирландии и Македонии.

## Профессиональная характеристика

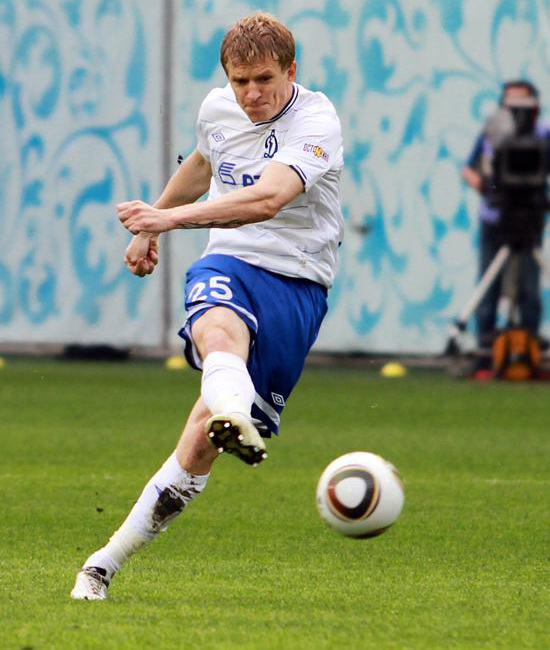
Удар Дениса Колодина

Колодин — центральный защитник, также мог играть на позиции опорника. Юниором играл в нападении, но с годами занимал всё более оборонительную позицию: на любительском уровне играл полузащитника, в «Олимпии» и «Уралане» — стоппера и лишь в «Крыльях Советов» окончательно стал защитником.
Габаритный игрок, умевший выигрывать единоборства. Опытный «персональщик» — в «Уралане» часто опекал нападающих соперника, а на Евро-2008, например, сумел выключить из игры Златана Ибрагимовича. Вагнер Лав в одном из интервью отметил, что от опеки Колодина освободиться было очень сложно и для этого необходимо много двигаться. Бывший тренер «Динамо» Андрей Кобелев отдал должное его умению начинать атаки, а бывший президент «Крыльев» Герман Ткаченко заявил, что Колодин игрок цепкий и сильный. Визитной карточкой Колодина были мощные и точные удары практически с любой дистанции. Особенно ярко это проявилось в матче Евро-2008 с голландцами, где Колодин несколько раз был близок к тому, чтобы забить в ворота ван дер Сара. В «Динамо» Колодин часто исполнял штрафные и пенальти.
Длительное время Колодину удавалось обходиться без серьёзных травм, и сам игрок считал себя «неломающимся» футболистом, однако с 2008 года его преследовали серьёзные повреждения.

## Тренерская карьера
Имеет тренерскую лицензию категории А. В 2017 году был приглашён в СДЮСШОР «Химки». В 2019—2020 годах вместе с Русланом Пименовым тренировал команду ЛФЛ «Рома». С февраля 2021 года — тренер казахстанского клуба «Кызыл-Жар СК». В декабре 2023 года назначен ассистентом главного тренера казахстанского клуба «Елимай».

## Вне футбола
Сам футболист за годы жизни в Москве столицу не полюбил и предпочёл бы жить под Волгоградом. Лучшие друзья Колодина в футбольном мире — вместе игравшие с ним в «Олимпии» Роман Адамов и Андрей Бочков. Также Колодин до сих пор общается с бывшим тренером «Олимпии» Леонидом Слуцким. Бывший партнёр Колодина по «Крыльям» Андрей Каряка в интервью назвал его «душой компании».
В 2009 году снялся в проморолике, анонсирующем домашние матчи «Динамо», в роли Терминатора, фильмы о котором в юности он очень любил. Из кино предпочитает популярные блокбастеры. Любит тяжёлую рок-музыку, такие группы, как «Ария» или «Король и Шут». Играет в футбольные симуляторы на PC. На левой руке у футболиста татуировка, сделанная им во время отдыха в Таиланде.
С 2009 года спортивная школа № 2 проводит в Камышине Всероссийский турнир по футболу «Большие звёзды светят малым» на приз Дениса Колодина.
Вместе с Никитой Симоняном и Ринатом Дасаевым являлся послом оргкомитета российской заявки на чемпионат мира 2018 и 2022 года.

## Статистика

### Клубная
(откорректировано по состоянию на 14 февраля 2015 года)
| Клуб                    | Сезон            | Лига | Лига | Кубок | Кубок | Еврокубки | Еврокубки | Итого | Итого |
| Клуб                    | Сезон            | Игры | Голы | Игры  | Голы  | Игры      | Голы      | Игры  | Голы  |
| ----------------------- | ---------------- | ---- | ---- | ----- | ----- | --------- | --------- | ----- | ----- |
| Олимпия (Волгоград)     | 2000             | 32   | 7    | —     | —     | —         | —         | 32    | 7     |
| Олимпия (Волгоград)     | 2001             | 34   | 7    | 2     | 0     | —         | —         | 36    | 7     |
| Олимпия (Волгоград)     | Итого            | 66   | 14   | —     | —     | —         | —         | 43    | 14    |
| Уралан                  | 2002             | 22   | 1    | 0     | 0     | —         | —         | 22    | 1     |
| Уралан                  | 2003             | 22   | 2    | 2     | 0     | —         | —         | 24    | 2     |
| Уралан                  | Итого            | 44   | 3    | 2     | 0     | —         | —         | 46    | 3     |
| Крылья Советов          | 2004             | 25   | 1    | 4     | 0     | —         | —         | 29    | 1     |
| Крылья Советов          | 2005             | 14   | 1    | 6     | 1     | 0         | 0         | 20    | 2     |
| Крылья Советов          | Итого            | 39   | 2    | 7     | 1     | 0         | 0         | 46    | 3     |
| Динамо (Москва)         | 2005             | 13   | 1    | —     | —     | —         | —         | 13    | 1     |
| Динамо (Москва)         | 2006             | 27   | 1    | 5     | 1     | —         | —         | 32    | 2     |
| Динамо (Москва)         | 2007             | 27   | 9    | 4     | 0     | —         | —         | 31    | 9     |
| Динамо (Москва)         | 2008             | 22   | 1    | 2     | 1     | —         | —         | 24    | 2     |
| Динамо (Москва)         | 2009             | 23   | 2    | 3     | 0     | 4         | 0         | 30    | 2     |
| Динамо (Москва)         | 2010             | 15   | 1    | 1     | 0     | 0         | 0         | 16    | 1     |
| Динамо (Москва)         | 2011/12          | 3    | 0    | 0     | 0     | 0         | 0         | 3     | 0     |
| Динамо (Москва)         | 2012/13          | 3    | 0    | 1     | 0     | 0         | 0         | 4     | 0     |
| Динамо (Москва)         | Итого            | 133  | 15   | 16    | 2     | 4         | 0         | 153   | 17    |
| Ростов                  |                  |      |      |       |       |           |           |       |       |
| 2011/12                 | 10               | 0    | 0    | 0     | 0     | 0         | 10        | 0     |       |
| Итого                   | 10               | 0    | 0    | 0     | 0     | 0         | 10        | 0     |       |
| Волга (Нижний Новгород) |                  |      |      |       |       |           |           |       |       |
| 2013/14                 | 21               | 0    | 0    | 0     | 0     | 0         | 21        | 0     |       |
| Итого                   | 21               | 0    | 0    | 0     | 0     | 0         | 21        | 0     |       |
| Сокол                   |                  |      |      |       |       |           |           |       |       |
| 2014/15                 | 0                | 0    | 0    | 0     | 0     | 0         | 0         | 0     |       |
| Итого                   | 0                | 0    | 0    | 0     | 0     | 0         | 0         | 0     |       |
| Всего за карьеру        | Всего за карьеру | 313  | 34   | 25    | 3     | 4         | 0         | 319   | 37    |

### Международная
(откорректировано по состоянию на 1 августа 2014 года)
| Матчи Колодина за сборную России | Матчи Колодина за сборную России | Матчи Колодина за сборную России | Матчи Колодина за сборную России | Матчи Колодина за сборную России | Матчи Колодина за сборную России |
| №                                | Дата                             | Оппонент                         | Счёт                             | ГолыКолодина                     | Соревнование                     |
| -------------------------------- | -------------------------------- | -------------------------------- | -------------------------------- | -------------------------------- | -------------------------------- |
| 1                                | 18 августа 2004                  | Литва                            | 4:3                              | -                                | Товарищеский матч                |
| 2                                | 4 сентября 2004                  | Словакия                         | 1:1                              | -                                | Отборочные матчи ЧМ-2006         |
| 3                                | 9 февраля 2005                   | Италия                           | 0:2                              | -                                | Товарищеский матч                |
| 4                                | 30 марта 2005                    | Эстония                          | 1:1                              | -                                | Отборочные матчи ЧМ-2006         |
| 5                                | 6 сентября 2006                  | Хорватия                         | 0:0                              | -                                | Отборочные матчи ЧЕ-2008         |
| 6                                | 15 ноября 2006                   | Македония                        | 2:0                              | -                                | Отборочные матчи ЧЕ-2008         |
| 7                                | 7 февраля 2007                   | Нидерланды                       | 1:4                              | -                                | Товарищеский матч                |
| 8                                | 22 августа 2007                  | Польша                           | 2:2                              | -                                | Товарищеский матч                |
| 9                                | 17 октября 2007                  | Англия                           | 2:1                              | -                                | Отборочные матчи ЧЕ-2008         |
| 10                               | 21 ноября 2007                   | Андорра                          | 1:0                              | -                                | Отборочные матчи ЧЕ-2008         |
| 11                               | 23 мая 2008                      | Казахстан                        | 6:0                              | -                                | Товарищеский матч                |
| 12                               | 28 мая 2008                      | Сербия                           | 2:1                              | -                                | Товарищеский матч                |
| 13                               | 4 июня 2008                      | Литва                            | 4:1                              | -                                | Товарищеский матч                |
| 14                               | 10 июня 2008                     | Испания                          | 1:4                              | -                                | Финальные матчи ЧЕ-2008          |
| 15                               | 14 июня 2008                     | Греция                           | 1:0                              | -                                | Финальные матчи ЧЕ-2008          |
| 16                               | 18 июня 2008                     | Швеция                           | 2:0                              | -                                | Финальные матчи ЧЕ-2008          |
| 17                               | 21 июня 2008                     | Нидерланды                       | 3:1                              | -                                | Финальные матчи ЧЕ-2008          |
| 18                               | 20 августа 2008                  | Нидерланды                       | 1:1                              | -                                | Товарищеский матч                |
| 19                               | 10 сентября 2008                 | Уэльс                            | 2:1                              | -                                | Отборочные матчи ЧМ-2010         |
| 20                               | 10 июня 2009                     | Финляндия                        | 3:0                              | -                                | Отборочные матчи ЧМ-2010         |
| 21                               | 12 августа 2009                  | Аргентина                        | 2:3                              | -                                | Товарищеский матч                |
| 22                               | 3 марта 2010                     | Венгрия                          | 1:1                              | -                                | Товарищеский матч                |
| 23                               | 11 августа 2010                  | Болгария                         | 1:0                              | -                                | Товарищеский матч                |

Итого: 23 матча / 0 голов; 13 побед, 6 ничьих, 4 поражения.

## Достижения

### Командные
- Финалист Кубка России: 2004
- Бронзовый призёр чемпионата Европы 2008
- Бронзовый призёр чемпионата России: 2004, 2008

### Личные
- В списках 33 лучших футболистов чемпионата России (4): № 1 — 2006, 2008; № 2 — 2007; № 3 — 2009.
- Заслуженный мастер спорта
- В 2009 году британская Daily Mail поставила Колодина на 2-е место в своём списке лучших игроков российской премьер-лиги[125].